# 大日本帝国憲法第74条
大日本帝国憲法第74条（だいにほん/だいにっぽん ていこくけんぽう だい74じょう）は、第7章補則にあって、皇室典範の改正について記述された条文である。

## 現代風の表記
1. 皇室典範の改正は、帝国議会の議決を経ることを要しない。
2. 皇室典範をもって憲法の条規を変更することはできない。